# Spinacopia octo
Spinacopia octo is een mosselkreeftjessoort uit de familie van de Sarsiellidae. De wetenschappelijke naam van de soort is voor het eerst geldig gepubliceerd in 1970 door Kornicker.